# Света Богородица Утешителница
„Света Богородица Утешителница“ (на гръцки: Παναγίας της Παρηγορήτισσας) е византийска църква от XIII век в град Арта.
Намира се на западния склон на хълма на Арта. Издигната е през 1285 г. от Никифор I Комнин и съпругата му Анна Палеологина Кантакузина.
На мястото първо е съществувал малък параклис от деспот Михаил II Комнин и съпругата му Теодора Петралифина.
Като строителни материали послужили камъните от сградите на древна Амбракия.
Интериорът впечатлява с богатата керамична декорация (меандри, фризове с диаманти, слепи арки и т.н.)
Подпорната система на централния купол на църквата е оригинална, а като цяло архитектурата ѝ е уникална. Изографисвана е на три пъти.
През река Арахтос, на северозапад, срещу църквата и с гледка към нея е построена Фатих паша джамия – досами село Граменица.